# Manfred Bredohl
Manfred Bredohl (* 16. November 1944 in Bergisch Gladbach; † 10. April 2002 in Aachen) war ein deutscher Diplom-Designer und Kunstschmied.

## Leben und Wirken
Nach seiner Schulzeit absolvierte Manfred Bredohl eine Ausbildung im Schmiedehandwerk und schloss diese 1964 mit seiner Gesellenprüfung ab. Anschließend besuchte er die Fachhochschule Aachen von Fritz Ulrich und bestand 1967 das Staatsexamen zum Diplom-Designer. Danach ließ er sich als Kunstschmied unter der Firmierung Bredohl-Design in Aachen nieder, aus der dann später die Vulkanschmiede Aachen wurde.
Ab den 1970er Jahren begann Bredohl, seine Schmiedekunst auch im Ausland vorzustellen. Nach Vortragsreisen 1978 und 1979 in die USA, die ihn u. a. nach Atlanta, Savannah, Memphis und San Francisco führten und wo er dann auch 1978 zum Ehrenmitglied der Artists Blacksmiths ernannt wurde, folgte anschließend 1980 eine mehrwöchige Forschungsreise zu den Voodoo-Schmieden in Yohonou in Togo. Die Erlebnisse und Erkenntnisse dieser Forschungsreise fasste er anschließend in einer ausführlichen Publikation zusammen. Im Jahr 1981 gehörte Bredohl zu den Teilnehmern der Wanderausstellung Exemplarischer Arbeiten deutscher Kunstschmiede in den USA und Kanada.
Neben diesen Aktionswochen in Afrika, Amerika und Kanada war Manfred Bredohl von Beginn seiner künstlerischen Laufbahn an auf weiteren zahlreichen Ausstellungen im In- und Ausland vertreten. Er beschickte Gruppenausstellungen in Belgien, Niederlanden, Schweden und England und war in Deutschland mehrfach sowohl beim Gestaltungswettbewerb Junges Handwerk NRW (ab 1963) als auch bei der Landesausstellung NRW manu faktum (ab 1971) und den Jahresausstellungen Aachener Künstler im Suermondt-Ludwig-Museum Aachen (ab 1973) vertreten. Mit seiner Einzelausstellung Geschmiedeter Stahl war er in Aachen, Düsseldorf und Duisburg vertreten.
Im Jahre 1992 gehörte Bredohl zu den Mitinitiatoren und Mitbegründern des Internationalen Fachverbandes gestaltender Schmiede (IFGS). Die Gründung ergab sich unter anderem aus der Tatsache, dass damals im Zuge vieler Reformen im Metallhandwerk in Deutschland die Begriffe „Kunstschmied“ und „Schmied“ als Berufsbezeichnungen trotz heftiger Gegenwehr der Betroffenen abgeschafft und in Metallgestalter umbenannt werden sollte. Bredohl und seine Kollegen befürchteten, dass dies auch Einschnitte in die Arbeitsweise und die Ausbildung der Schmiede bedeuten würde. Dank seiner internationalen Verbindungen kamen aus dem In- und Ausland Delegierte in Bredohls Vulkanschmiede zusammen, um den neuen Verband zu gründen, welcher Technik, Kreativität und Berufsehre hochhalten sollte.

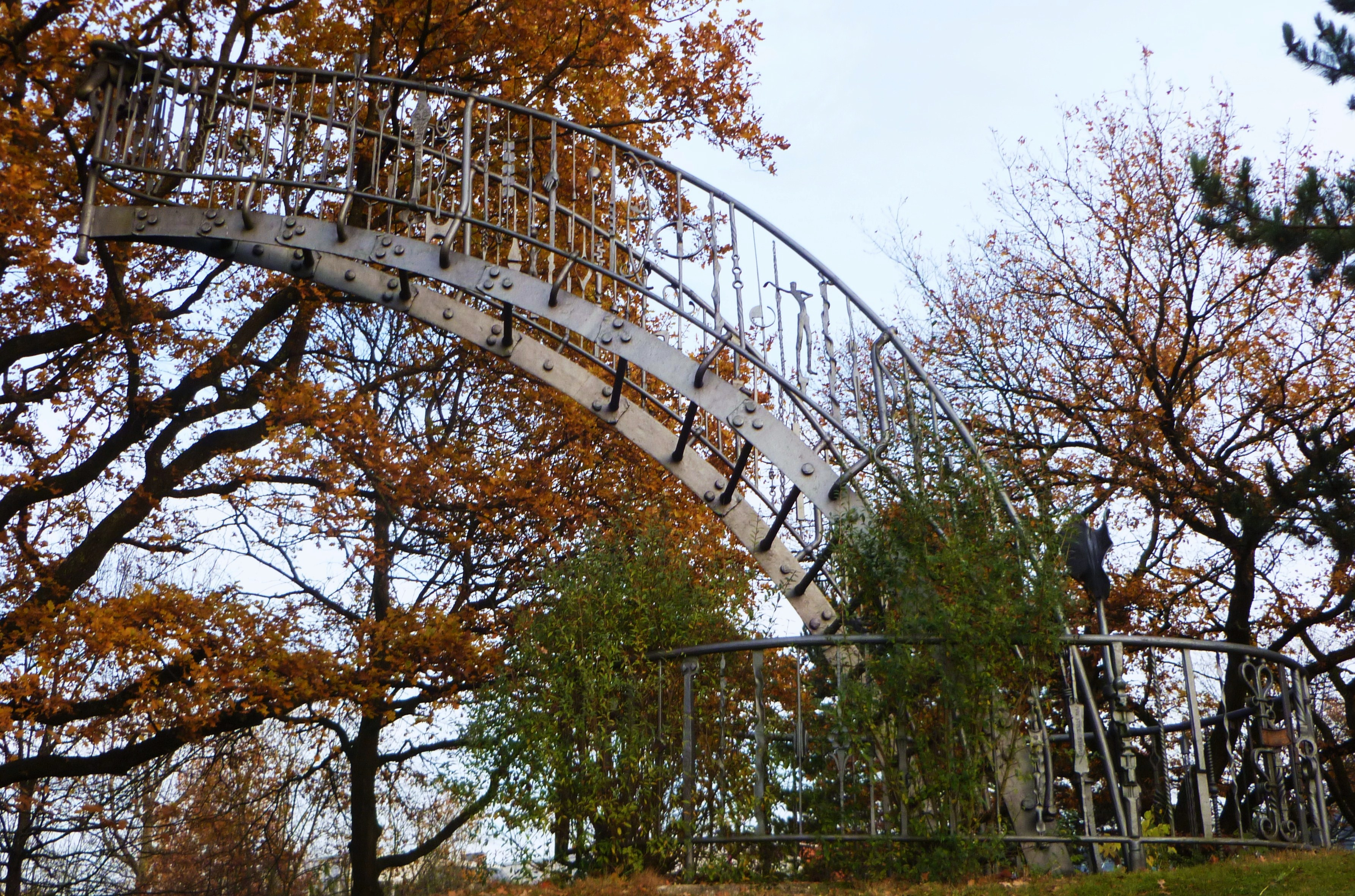
Brücke der Freundschaft, Aachen

Als sichtbares Zeichen weltweit geknüpfter Freundschaft der Schmiede wurde von Bredohl und seinen Mitarbeitern bereits 1986 anlässlich des ersten Weltkongresses der Schmiede in Aachen eine so genannte Brücke der Freundschaft kreiert, die im Mai 1986 auf dem Gelände der Berufsbildungs- und Gewerbeförderungseinrichtung (BGE) der Handwerkskammer Aachen (HWK) an der Tempelhofer Straße in Aachen der Öffentlichkeit übergeben wurde. Dieser Kongress ging auf eine Gemeinschaftsinitiative von Bredohl zusammen mit dem amtierenden HWK-Präsidenten Anton Immendorf zurück, welcher dann 1991 erneut nach Aachen geholt werden konnte. Eine zweite Freundschaftsbrücke dieser Art entwarf Bredohl im Jahr 2000 anlässlich der Konferenz der amerikanischen Schmiedevereinigung ABANA (Artist Blacksmith Association of North America) in Flagstaff/USA. Im Jahr 2006, vier Jahre nach Bredohls frühem Tod, arbeiteten der IGFS zusammen mit dem im Jahr 2000 mit Unterstützung dieses Verbands gegründeten Ring der Europäischen Schmiedestädte an einer dritten Brücke der Freundschaft. Diese wurde im Rahmen des Weltkongresses der Schmiede in Kolbermoor in Bayern aufgestellt.

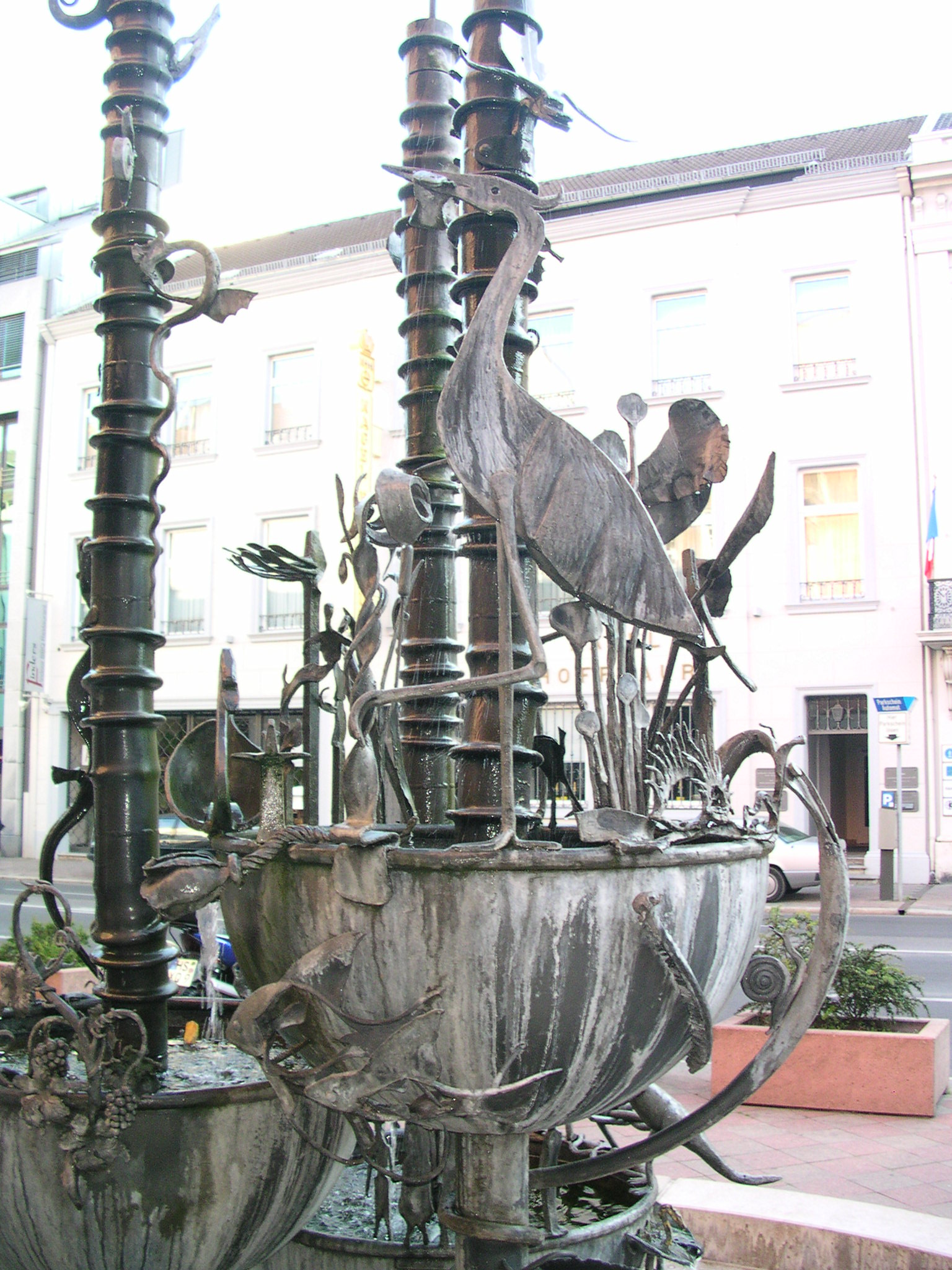
Friedensbrunnen Aachen

Ähnlich der Freundschaftsbrücke wurde im Jahr 1991 von Bredohl und den Teilnehmern des zum zweiten Mal in Aachen tagenden Weltkongresses der Schmiede ein Brunnen des Friedens geschaffen, welcher als 6-m-hohes Kunstwerk vor dem Signal-Iduna-Gebäude an der Theaterstraße 90 aufgestellt wurde. Dieses ganz aus Baustahl hergestellte Kunstwerk steht ebenfalls für Völker verbindende Freundschaft und den Willen zum Leben im Einklang mit der Natur. Zu diesem Brunnen gibt es auch eine Broschüre der IHK Aachen, in der aber die einzelnen Teile nicht den jeweiligen Künstlern zugeordnet werden, sondern nur eine nicht vollständige Liste der Teilnehmer zu finden ist. Im Jahr 1996 holte Bredohl den Weltkongress der Schmiede zum dritten Mal nach Aachen, diesmal aber mit Vorträgen und Exponaten im Ludwig Forum für Internationale Kunst.
Bredohl gehörte seit den 1980er-Jahren der Jury für das Kunsthandwerk im Bundesverband Kunsthandwerk in Frankfurt a. M. an und wurde 1988 in den Vorstand sowie später zum stellvertretenden Vorsitzenden dieses Verbandes gewählt. Ferner war er Mitglied im Beirat der Akademie für gestaltendes Handwerk Aachen und Kassel.
Darüber hinaus war Bredohl neben seinen vielfältigen beruflichen Verpflichtungen lange Zeit Mitglied des Rates der Stadt Aachen und gehörte dem Vorstand der CDU-Fraktion im Stadtrat an. Außerdem engagierte er sich maßgeblich im Aachener Karneval und wurde für sein Engagement mit mehreren Orden ausgezeichnet.
Nachdem Manfred Bredohl mit erst 58 Jahren verstorben war, rückte für ihn der spätere Aachener Oberbürgermeister Marcel Philipp auf dessen Position im Fraktionsvorstand nach. Bredohls Vulkanschmiede wurde mittlerweile stillgelegt, da sein Sohn Timm, der noch beim Vater ausgebildet worden war, sich bereits seit 1997 mit einem Kollegen im Aachener Nachbarort Würselen niedergelassen hatte.

## Werke (Auswahl)
- Manfred Bredohl, Vulkanschmiede Aachen, International Teaching Center for Metal Design: Die Zauberschmiede des Voodoo, Eigenverlag, Aachen, 1986[8]

## Auszeichnungen
- 1968: 1. Preis Landeswettbewerb
- 1984: Internationaler Studio Werkpreis
- 1985: Staatspreis für das Kunsthandwerk in Nordrhein-Westfalen im Werkbereich „Gerät aus Metall“ verliehen durch Ministerpräsident Johannes Rau[9]
- 1991: Ehrennadel der Handwerkskammer Aachen (HWK Aachen)